# José Luis Rodríguez Zapatero
José Luis Rodríguez Zapatero (n. 4 august 1960, Valladolid, Castilia și León, Spania) este un om politic spaniol, membru al Partidului Socialist Muncitoresc Spaniol (PSOE). A fost ales timp de două mandate ca prim ministru al Spaniei, în 2004 și 2008 la alegerile generale. La 2 aprilie 2011 el a anunțat că nu va participa la următoarele alegeri generale. După înfrângerea zdrobitoare pe care a suferit-o partidul său în alegeri, a părăsit funcția de prim ministru la 21 decembrie 2011.

## Biografie
Rodríguez Zapatero s-a născut în Valladolid însă familia sa (cu o lungă tradiție de politică de aripă stângă) se trage din León. Bunicul său a fost un căpitan republican executat de naționaliști la începerea Războiului Civil Spaniol în 1936. El a participat la prima sa întrunire politică la Gijón în 1977, când în Spania trebuiau să aibă loc primele alegeri democratice, după moartea dictatorului Francisco Franco. Oratorul de la această întrunire a fost liderul PSOE Felipe González (care a devenit premier al Spaniei în 1982 și a servit în această funcție până în 1996). La scurt timp după această Rodríguez Zapatero a intrat în PSOE. Partidul nu renunțase încă la marxism-leninism ca bază ideologică (aceasta s-a întâmplat în 1979). Acest lucru ar putea explica politica externă a lui Zapatero din primele luni ca prim-ministru (retragerea trupelor din Irak și apropierea de lideri de extremă stângă ca Fidel Castro or sau președintele Venezuelei, Hugo Chávez).
El a urmat facultatea de drept în cadrul Universității din León. Acesta nu era considerat un student briliant. Deja în 1982 Rodríguez Zapatero conducea organizația socialistă de tineret, în provincia sa, León. Zapatero nu a avut alte slujbe în afară de cele din politice. În 1986, el a devenit cel mai tânăr membru al Parlamentului Spaniei, când a câștigat un loc care reprezenta provincia sa. În 1988 a fost ales ca președinte al filialei partidului socialist în León, iar în 1997 a fost numit în Comitetul Federal Executiv, corpul de guvernare al partidului.
În 2000, după ce PSOE a pierdut pentru a doua oară succesiv alegerile în favoarea Partidului Popular al lui José María Aznar, Rodríguez Zapatero a fost ales în funcția de președinte al partidului, ca reprezentant al unei fracțiuni de modernizare a partidului, cunoscută sub numele de Nueva Vía ("Noua Cale"), care s-a inspirat din politica "Third Way" (A Treia Cale) a lui Tony Blair (totuși, diferențele ideologice între cei doi lideri sunt clare, în special în privința Războiului din Irak; Zapatero, l-a numit în funcția de ministru al apărării după câștigarea alegerilor din 2004 pe liderul regional socialist - José Bono - care l-a insultat public pe Tony Blair). Partidul Popular continua însă să conducă PSOE în sondajele de opinie până la Atentatele din 11 martie 2004 de la Madrid.
Rodríguez Zapatero a insistat că un guvern PSOE nu va fi "blând cu terorismul" și nu va permite naționaliștilor regionali să pună în pericol unitatea Spaniei. Acest lucru a devenit important în alegeri, din perspectiva atacurilor teroriste de la Madrid din 11 martie, care s-a crezut inițial a fi opera organizației teroriste bașce ETA. Totuși, el a încheiat câteva înțelegeri cu Stânga Republicană din Catalonia, un partid naționalist, al cărui lider (Carod-Rovira) a întâlnit în secret teroriștiETA (lucru care a dus la demisia s-a din guvernul regional catalan, condus de un politician socialist proeminent). Deși nu se știe exact ceea ce s-a discutat în timpul acelei întâlniri, conform unor ziare, Carod-Rovira a promis organizației ETA sprijin politic dacă grupul terorist nu va acționa în Catalonia (câteva luni mai târziu, ETA a anunțat un armistițiu cu teritoriul catalan).
După câștigarea alegerilor, primul lucru pe care l-a făcut Rodríguez Zapatero a fost ordonarea retragerii trupelor spaniole din Irak. Data programată pentru întoarcere a coincis cu începerea campaniei electorale pentru alegerile europene (lucru care nu a fost deloc întâmplător conform unor critici ai politicii lui Zapatero). Câteva luni mai târziu, guvernul lui, Zapatero a votat în Consiliul de Securitate al ONU pentru o rezoluție care cerea tuturor țărilor să trimită trupe în Irak pentru a ajuta la lupta contra terorismului și la reconstrucția țării. Unii experți au subliniat această contradicție ca simbol al creșterii izolării și slăbirea puterii Spaniei pe scena internațională.
Zapatero a anunțat de asemenea că intenționează să inițieze câteva reforme în Constituția Spaniei (fără să clarifice ceea ce voia să reformeze) și să legalizeze căsătoriile între persoane de același sex (incluzând adopțiile în aceste cupluri). În privința Gibraltarului, Zapatero a luat o poziție puternică față de Regatul Unit, plângându-se puternic la ceremoniile tercentenarului în Gibraltar și respingând cererea adresată Spaniei de către locuitorii Gibraltarului de a-i recunoaște independența. Guvernul lui Zapatero a văzut în aceste ceremonii o provocare care a arătat că Marea Britanie dorea să-l facă pe Zapatero să "plătească" pentru abandonul foștilor aliați ai Spaniei din Irak. În această privință, este de menționat că Zapatero a avut de suferit de pe urma victoriei lui Bush în alegerile prezidențiale americane din 2004. Bush a decis să nu răspundă telefonului de felicitare dat de Zapatero. Acest episod a apărut în întreaga presă națională și internațională.
În octombrie 2004, guvernul lui Zapatero a început o campanie de reabilitare morală și legală a celor care au fost repreimați în timpul sau după Războiul Civil Spaniol, prin instituirea unei Comisii de Memorii conduse de vice-președintele María Teresa Fernández de la Vega. Totuși, aceasta nu a făcut nici o mențiune despre victimele ucise din motive politice înainte de izbucnirea conflictului de după victoria Frontului Popular din februarie 1936. Criticii au susținut că decizia ar fi o încercare de a rescrie istoria, cauzată de incapacitatea Partidului Socialist de a-și înfrânge trecutul radical.
În 2005, la inițiativa sa, ONU înființează Alianța Civilizațiilor.
Căsătorit în 1990 cu Sonsoles Espinosa și tată a două fete, Laura (1993) și Alba (1995), Rodríguez Zapatero este fan al echipei de fotbal FC Barcelona, primul fan al acesteia dintre premierii Spaniei.